# كأس هولندا 2024–25
كأس هولندا 2024–25 هو الموسم 107 من بطولة خروج المغلوب السنوية لكرة القدم الهولندية لكأس هولندا. ستتنافس 110 فرق في البطولة، بدءًا من سبتمبر بالجولة الأولى من جولتين تمهيديتين، وتنتهي في أبريل 2024 بالمباراة النهائية التي تقام في دي كويب في روتردام. سيتأهل الفائزون إلى مرحلة الدوري في الدوري الأوروبي 2025–26. فينورد هو حامل اللقب، بعد أن هزم إن إي سي نيميخن 1–0 في نهائي الموسم السابق.